# Dicranomyia (Dicranomyia) francki
Dicranomyia (Dicranomyia) francki is een tweevleugelige uit de familie steltmuggen (Limoniidae). De soort komt voor in het Palearctisch gebied.